# Spielberg (Hahnenkamm)
Der Spielberg ist ein 642,4 m ü. NHN hoher, teils bewaldeter Berg des Mittelgebirges Hahnenkamm, einem Höhenzug der Fränkischen Alb, im mittelfränkischen Landkreis Weißenburg-Gunzenhausen. Der Berg ist die dritthöchste Erhebung des Landkreises und gehört zu den höchsten Erhebungen des Hahnenkamms und der gesamten Frankenalb.

## Geographie

### Lage
Der bewaldete Spielberg erhebt sich entlang der Albtrauf im Westen des Landkreises Weißenburg-Gunzenhausen am nordwestlichsten Rand des Hahnenkamms, nördlich von Heidenheim, südwestlich von Sammenheim und südöstlich von Gnotzheim unweit südöstlich des gleichnamigen Ortes Spielberg mit seinem Schloss. Der Berg liegt nahe der Grenze zwischen den Gemeinden Dittenheim, Heidenheim und Gnotzheim. An den Nordhängen entspringen mehrere, kleine Zuflüsse des Schlangenbachs. Die Kreisstraßen WUG 25 führt westlich des Berggipfels vorbei. Unweit nordwestlich erhebt sich der Hagbuck, südöstlich der Gelbe Berg. Der Berg liegt inmitten des Naturparks Altmühltal in einem Landschaftsschutzgebiet.
Auf dem Gipfel liegt ein trigonometrischer Punkt.

### Naturräumliche Zuordnung
Der Spielberg gehört in der naturräumlichen Haupteinheitengruppe Fränkische Alb (Nr. 08), in der Haupteinheit Südliche Frankenalb (082) und in der Untereinheit Altmühlalb (082.2) zum Naturraum der Hahnenkammalb (082.22), wobei der Berg in die Hahnenkamm-Vorberg (110.21) des Vorland der Südlichen Frankenalb abfällt.

## Geologie
An den Hängen des Spielbergs finden sich Sedimentgesteine des Unter- und Mitteljuras. Auf dem Gipfel dominieren oberjurassische Schwammkalke. An der Nordflanke befindet sich eine Steinerne Rinne.

## Schutzgebiete

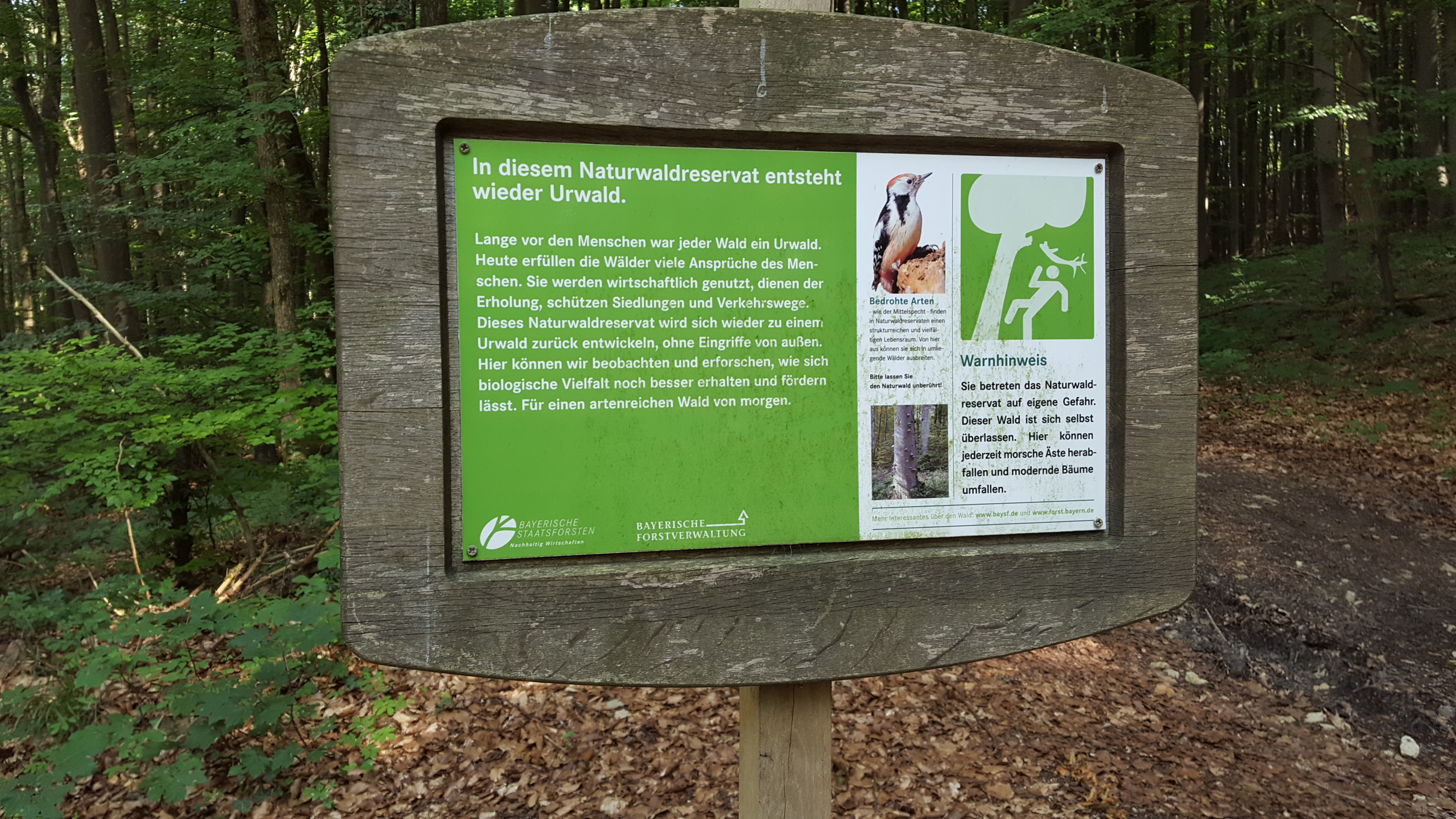
Hinweistafel vor dem Naturwaldreservat auf dem Spielberg.

Im Waldgebiet westlich des Spielbergs befindet sich das Naturwaldreservat Spielberger Leiten. Die Steinerne Rinne südlich von Buckmühle ist ein eingetragenes Geotop.